# Ruellia neoneesiana
Ruellia neoneesiana är en akantusväxtart som beskrevs av D.C. Wasshausen. Ruellia neoneesiana ingår i släktet Ruellia och familjen akantusväxter. Inga underarter finns listade i Catalogue of Life.